# Cornelia Scheffer
Cornelia Scheffer, född 1830, död 1899, var en nederländsk-fransk skulptör.
Hon föddes i Frankrike som dotter till den holländska konstnären Ary Scheffer. Hon är främst känd för sitt arbete på monumentet över hennes far i Dordrecht. 